# Lista planetelor minore/20701–20800
Aceasta este Lista planetelor minore/20701–20800; pentru a naviga prin lista completă vezi Lista planetelor minore.
Pentru ale detalii vezi și Proiect:Astronomie sau Portal:Astronomie.
| Nume                  | Denumire provizorie | Data descoperirii  | Locul descoperirii | Descoperitor(i)                |
| --------------------- | ------------------- | ------------------ | ------------------ | ------------------------------ |
| 20701 -               | 1999 VL179          | 6 noiembrie 1999   | Socorro            | LINEAR                         |
| 20702 -               | 1999 VF195          | 3 noiembrie 1999   | Catalina           | CSS                            |
| 20703 -               | 1999 VC203          | 8 noiembrie 1999   | Catalina           | CSS                            |
| 20704 -               | 1999 WH             | 16 noiembrie 1999  | Oizumi             | T. Kobayashi                   |
| 20705 -               | 1999 WH3            | 18 noiembrie 1999  | Oizumi             | T. Kobayashi                   |
| 20706 -               | 1999 WY3            | 28 noiembrie 1999  | Oizumi             | T. Kobayashi                   |
| 20707 -               | 1999 WW4            | 28 noiembrie 1999  | Oizumi             | T. Kobayashi                   |
| 20708 -               | 1999 XH1            | 2 decembrie 1999   | Oizumi             | T. Kobayashi                   |
| 20709 -               | 1999 XM8            | 2 decembrie 1999   | Kvistaberg⁠(d)      | Uppsala-DLR Asteroid Survey⁠(d) |
| 20710 -               | 1999 XP10           | 5 decembrie 1999   | Catalina           | CSS                            |
| 20711 -               | 1999 XF12           | 5 decembrie 1999   | Socorro            | LINEAR                         |
| 20712 -               | 1999 XF13           | 5 decembrie 1999   | Socorro            | LINEAR                         |
| 20713 -               | 1999 XA32           | 6 decembrie 1999   | Socorro            | LINEAR                         |
| 20714 -               | 1999 XS36           | 7 decembrie 1999   | Fountain Hills⁠(d)  | C. W. Juels⁠(d)                 |
| 20715 -               | 1999 XB44           | 7 decembrie 1999   | Socorro            | LINEAR                         |
| 20716 -               | 1999 XG91           | 7 decembrie 1999   | Socorro            | LINEAR                         |
| 20717 -               | 1999 XG93           | 7 decembrie 1999   | Socorro            | LINEAR                         |
| 20718 -               | 1999 XZ97           | 7 decembrie 1999   | Socorro            | LINEAR                         |
| 20719 Velasco         | 1999 XL99           | 7 decembrie 1999   | Socorro            | LINEAR                         |
| 20720 -               | 1999 XP101          | 7 decembrie 1999   | Socorro            | LINEAR                         |
| 20721 -               | 1999 XA105          | 9 decembrie 1999   | Fountain Hills⁠(d)  | C. W. Juels⁠(d)                 |
| 20722 -               | 1999 XZ109          | 4 decembrie 1999   | Catalina           | CSS                            |
| 20723 -               | 1999 XH113          | 11 decembrie 1999  | Socorro            | LINEAR                         |
| 20724 -               | 1999 XO116          | 5 decembrie 1999   | Catalina           | CSS                            |
| 20725 -               | 1999 XP120          | 5 decembrie 1999   | Catalina           | CSS                            |
| 20726 -               | 1999 XE122          | 7 decembrie 1999   | Catalina           | CSS                            |
| 20727 -               | 1999 XV123          | 7 decembrie 1999   | Catalina           | CSS                            |
| 20728 -               | 1999 XD143          | 14 decembrie 1999  | Fountain Hills⁠(d)  | C. W. Juels⁠(d)                 |
| 20729 -               | 1999 XS143          | 15 decembrie 1999  | Fountain Hills     | C. W. Juels                    |
| 20730 Jorgecarvano    | 1999 XC151          | 9 decembrie 1999   | Anderson Mesa      | LONEOS                         |
| 20731 Mothédiniz      | 1999 XH151          | 9 decembrie 1999   | Anderson Mesa      | LONEOS                         |
| 20732 -               | 1999 XB167          | 10 decembrie 1999  | Socorro            | LINEAR                         |
| 20733 -               | 1999 XE168          | 10 decembrie 1999  | Socorro            | LINEAR                         |
| 20734 -               | 1999 XA169          | 10 decembrie 1999  | Socorro            | LINEAR                         |
| 20735 -               | 1999 XU169          | 10 decembrie 1999  | Socorro            | LINEAR                         |
| 20736 -               | 1999 XV170          | 10 decembrie 1999  | Socorro            | LINEAR                         |
| 20737 -               | 1999 XJ189          | 12 decembrie 1999  | Socorro            | LINEAR                         |
| 20738 -               | 1999 XG191          | 12 decembrie 1999  | Socorro            | LINEAR                         |
| 20739 -               | 1999 XM193          | 12 decembrie 1999  | Socorro            | LINEAR                         |
| 20740 Sémery          | 1999 XB228          | 13 decembrie 1999  | Anderson Mesa      | LONEOS                         |
| 20741 Jeanmichelreess | 1999 XA230          | 7 decembrie 1999   | Anderson Mesa      | LONEOS                         |
| 20742 -               | 1999 XJ261          | 14 decembrie 1999  | Catalina           | CSS                            |
| 20743 -               | 2000 AR6            | 2 ianuarie 2000    | Socorro            | LINEAR                         |
| 20744 -               | 2000 AO151          | 8 ianuarie 2000    | Socorro            | LINEAR                         |
| 20745 -               | 2000 AS185          | 8 ianuarie 2000    | Socorro            | LINEAR                         |
| 20746 -               | 2000 AL186          | 8 ianuarie 2000    | Socorro            | LINEAR                         |
| 20747 -               | 2000 AM186          | 8 ianuarie 2000    | Socorro            | LINEAR                         |
| 20748 -               | 2000 AP186          | 8 ianuarie 2000    | Socorro            | LINEAR                         |
| 20749 -               | 2000 AD199          | 9 ianuarie 2000    | Socorro            | LINEAR                         |
| 20750 -               | 2000 AF199          | 9 ianuarie 2000    | Socorro            | LINEAR                         |
| 20751 -               | 2000 AA200          | 9 ianuarie 2000    | Socorro            | LINEAR                         |
| 20752 -               | 2000 AP200          | 9 ianuarie 2000    | Socorro            | LINEAR                         |
| 20753 -               | 2000 AW211          | 5 ianuarie 2000    | Kitt Peak          | Spacewatch                     |
| 20754 -               | 2000 AD244          | 8 ianuarie 2000    | Socorro            | LINEAR                         |
| 20755 -               | 2000 BX6            | 27 ianuarie 2000   | Socorro            | LINEAR                         |
| 20756 -               | 2000 BC19           | 27 ianuarie 2000   | Kvistaberg⁠(d)      | Uppsala-DLR Asteroid Survey⁠(d) |
| 20757 -               | 2000 CV52           | 2 februarie 2000   | Socorro            | LINEAR                         |
| 20758 -               | 2000 CS94           | 8 februarie 2000   | Socorro            | LINEAR                         |
| 20759 -               | 2000 CX96           | 6 februarie 2000   | Socorro            | LINEAR                         |
| 20760 Chanmatchun     | 2000 DR8            | 27 februarie 2000  | Rock Finder        | W. K. Y. Yeung                 |
| 20761 -               | 2000 EA8            | 5 martie 2000      | High Point⁠(d)      | D. K. Chesney⁠(d)               |
| 20762 -               | 2000 EE36           | 4 martie 2000      | Socorro            | LINEAR                         |
| 20763 -               | 2000 FQ9            | 31 martie 2000     | Kvistaberg⁠(d)      | Uppsala-DLR Asteroid Survey⁠(d) |
| 20764 -               | 2000 FE38           | 29 martie 2000     | Socorro            | LINEAR                         |
| 20765 -               | 2000 JC40           | 7 mai 2000         | Socorro            | LINEAR                         |
| 20766 -               | 2000 PK11           | 1 august 2000      | Socorro            | LINEAR                         |
| 20767 -               | 2000 PN24           | 2 august 2000      | Socorro            | LINEAR                         |
| 20768 Langberg        | 2000 QO54           | 25 august 2000     | Socorro            | LINEAR                         |
| 20769 -               | 2000 QM65           | 28 august 2000     | Socorro            | LINEAR                         |
| 20770 -               | 2000 QT123          | 25 august 2000     | Socorro            | LINEAR                         |
| 20771 -               | 2000 QY150          | 25 august 2000     | Socorro            | LINEAR                         |
| 20772 Brittajones     | 2000 QL182          | 31 august 2000     | Socorro            | LINEAR                         |
| 20773 Aneeshvenkat    | 2000 QS208          | 31 august 2000     | Socorro            | LINEAR                         |
| 20774 -               | 2000 RP3            | 1 septembrie 2000  | Socorro            | LINEAR                         |
| 20775 -               | 2000 RU9            | 1 septembrie 2000  | Socorro            | LINEAR                         |
| 20776 Juliekrugler    | 2000 RG10           | 1 septembrie 2000  | Socorro            | LINEAR                         |
| 20777 -               | 2000 RX10           | 1 septembrie 2000  | Socorro            | LINEAR                         |
| 20778 Wangchaohao     | 2000 RD11           | 1 septembrie 2000  | Socorro            | LINEAR                         |
| 20779 Xiajunchao      | 2000 RN11           | 1 septembrie 2000  | Socorro            | LINEAR                         |
| 20780 Chanyikhei      | 2000 RO11           | 1 septembrie 2000  | Socorro            | LINEAR                         |
| 20781 -               | 2000 RX38           | 5 septembrie 2000  | Socorro            | LINEAR                         |
| 20782 Markcroce       | 2000 RZ52           | 4 septembrie 2000  | Socorro            | LINEAR                         |
| 20783 -               | 2000 RK55           | 3 septembrie 2000  | Socorro            | LINEAR                         |
| 20784 Trevorpowers    | 2000 RN56           | 6 septembrie 2000  | Socorro            | LINEAR                         |
| 20785 Mitalithakor    | 2000 RO60           | 3 septembrie 2000  | Socorro            | LINEAR                         |
| 20786 -               | 2000 RG62           | 1 septembrie 2000  | Socorro            | LINEAR                         |
| 20787 Mitchfourman    | 2000 RZ71           | 2 septembrie 2000  | Socorro            | LINEAR                         |
| 20788 -               | 2000 SB29           | 23 septembrie 2000 | Socorro            | LINEAR                         |
| 20789 Hughgrant       | 2000 SU44           | 28 septembrie 2000 | Fountain Hills⁠(d)  | C. W. Juels⁠(d)                 |
| 20790 -               | 2000 SE45           | 26 septembrie 2000 | Socorro            | LINEAR                         |
| 20791 -               | 2000 SH60           | 24 septembrie 2000 | Socorro            | LINEAR                         |
| 20792 -               | 2000 SH88           | 24 septembrie 2000 | Socorro            | LINEAR                         |
| 20793 Goldinaaron     | 2000 SF118          | 24 septembrie 2000 | Socorro            | LINEAR                         |
| 20794 Ryanolson       | 2000 SD161          | 27 septembrie 2000 | Socorro            | LINEAR                         |
| 20795 -               | 2000 SE161          | 27 septembrie 2000 | Socorro            | LINEAR                         |
| 20796 Philipmunoz     | 2000 SN169          | 24 septembrie 2000 | Socorro            | LINEAR                         |
| 20797 -               | 2000 SD172          | 27 septembrie 2000 | Socorro            | LINEAR                         |
| 20798 Verlinden       | 2000 SH172          | 27 septembrie 2000 | Socorro            | LINEAR                         |
| 20799 Ashishbakshi    | 2000 SU172          | 27 septembrie 2000 | Socorro            | LINEAR                         |
| 20800 -               | 2000 SV172          | 27 septembrie 2000 | Socorro            | LINEAR                         |